# Karéri
Karéri is een gemeente (commune) in de regio Mopti in Mali. De gemeente telt 27.800 inwoners (2009).